# Merkjárfoss
Merkjárfoss (in lingua islandese: cascata del Merkjá) è una cascata situata lungo il corso del fiume Merkjá, nell'area rurale di Fljótshlíð, che fa parte della regione del Suðurland, nella parte meridionale dell'Islanda. È conosciuta anche con il nome di Gluggafoss (in lingua islandese: cascata delle finestre).

## Descrizione
La cascata è localizzata a circa 17,3 km dalla cittadina di Hvolsvöllur (situata 106 km a est della capitale Reykjavík), ed è accessibile con una breve deviazione dalla strada 261.
La cascata ha un'altezza totale di 52 metri ed è suddivisa in due salti: il primo, alto 44 metri, in cui l'acqua cade attraverso uno stretto passaggio, il secondo di 8,5 metri in cui il fiume si apre a ventaglio formando tre rami principali, oltre a diramazioni secondarie. Poco oltre la cascata il fiume sfocia a ovest nel Þverá.
La falesia da cui cade la cascata è costituita da una porzione inferiore basaltica e da una superiore tufacea a base di palagonite.
Una caratteristica distintiva di Merkjárfoss sono i fori e le gallerie aperte dall'erosione delle acque entro la soffice roccia tufacea. Queste aperture vengono chiamate in lingua islandese gluggar, che significa finestre, e questo è all'origine della denominazione Gluggafoss (in lingua islandese: cascata delle finestre) con cui la cascata è pure conosciuta. Queste aperture permettono agli osservatori alla base della cascata di osservare il flusso d'acqua in caduta.

## Lefinestre
In prossimità della sommità della cascata il fiume passa al di sotto di un arco naturale in pietra, scavato dall'erosione delle acque nella soffice roccia tufacea. La facilità di erosione ha comportato nel tempo variazioni del percorso del fiume. Fino al 1947 la parte superiore della cascata era di difficile osservazione, in quanto l'acqua scorreva all'interno di una galleria verticale che si era scavata dentro alla parete rocciosa, e poteva essere osservata solo attraverso tre aperture chiamate finestre. L'acqua fuoriusciva normalmente attraverso la finestra inferiore formando un arco naturale, mentre nei periodi di piena fuoriusciva da tutte e tre le aperture. L'eruzione del vulcano Hekla, situato circa 30 km a nord-nordest, ricoprì il corso del fiume con uno strato di circa 20 cm di cenere vulcanica che, trasportata dalla corrente, andò a riempire la galleria verticale superiore otturandola completamente e costringendo il fiume a modificare in parte il suo corso. La continua erosione provocata dalla corrente ha tuttavia rimosso in pochi decenni lo strato di cenere, permettendo la riapertura delle finestre di osservazione.

## Turismo
Sulle alture circostanti sono presenti piccoli sentieri che permettono ai visitatori di osservare sia il salto dell'acqua, che la cascata.
Nelle vicinanze si trova anche la cascata Seljalandsfoss, mentre circa 250 m a ovest il fiume Þórðara forma la cascata Þórðarfoss.

## Galleria d'immagini

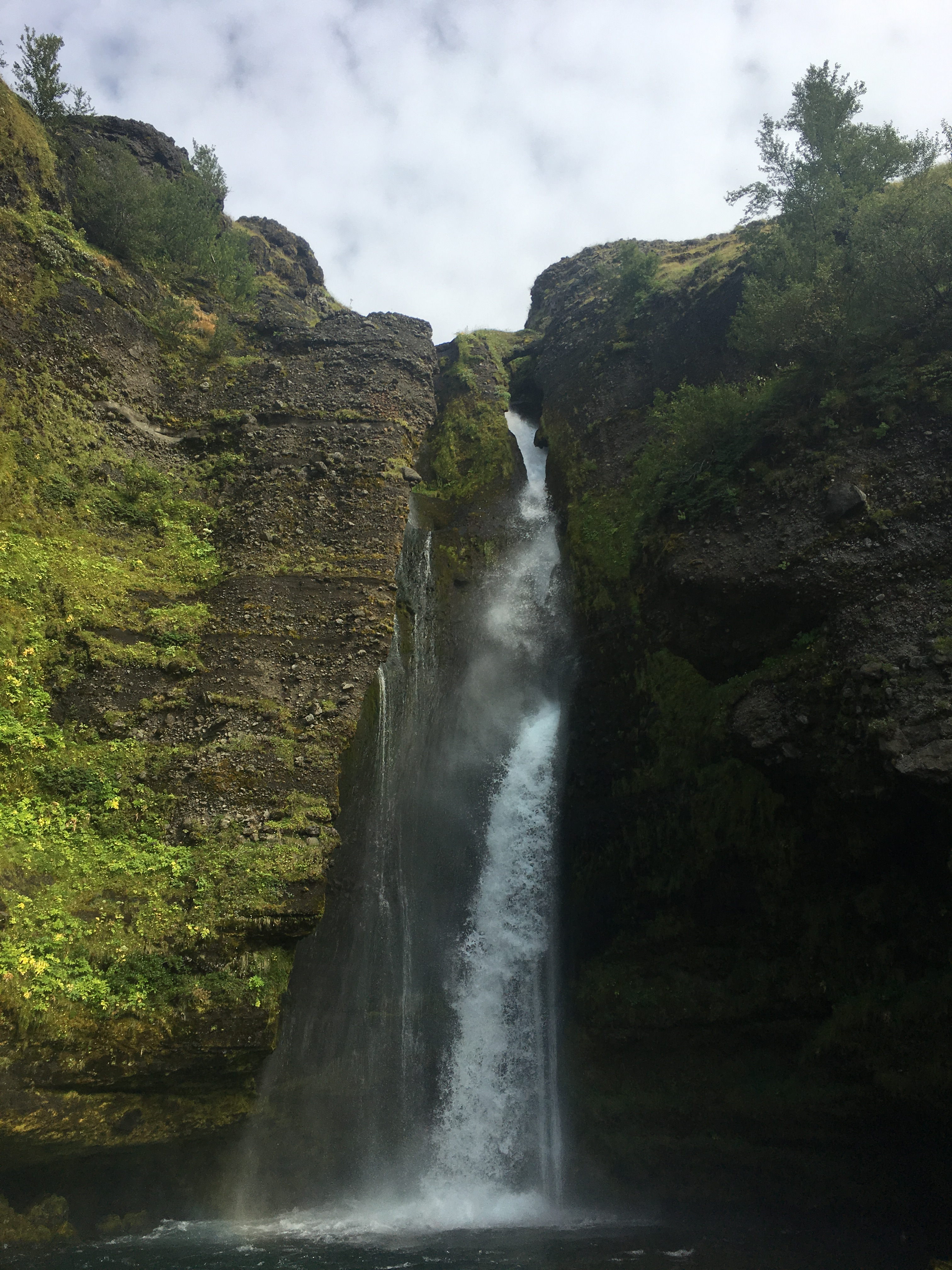
Il salto superiore
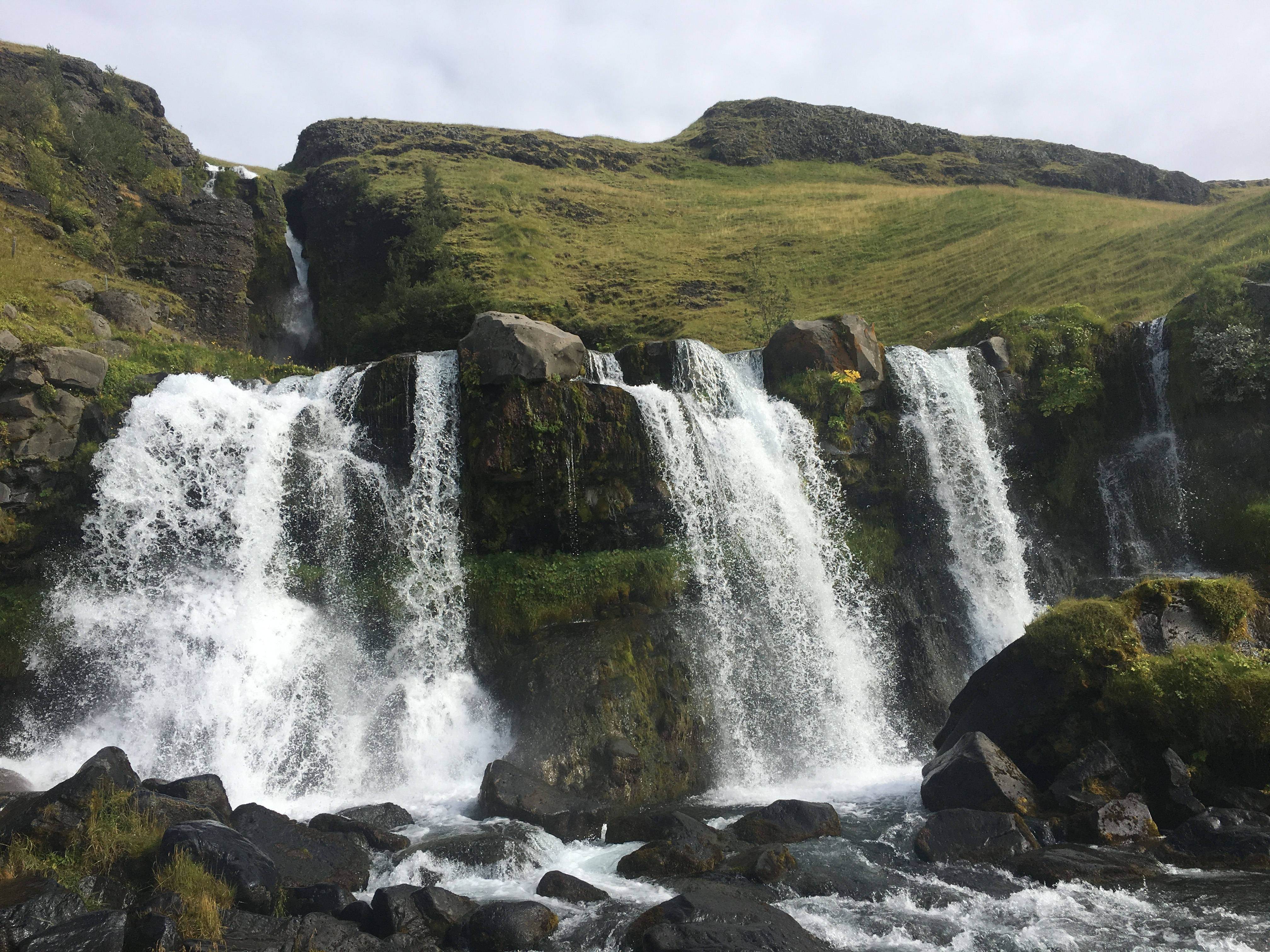
Il salto inferiore
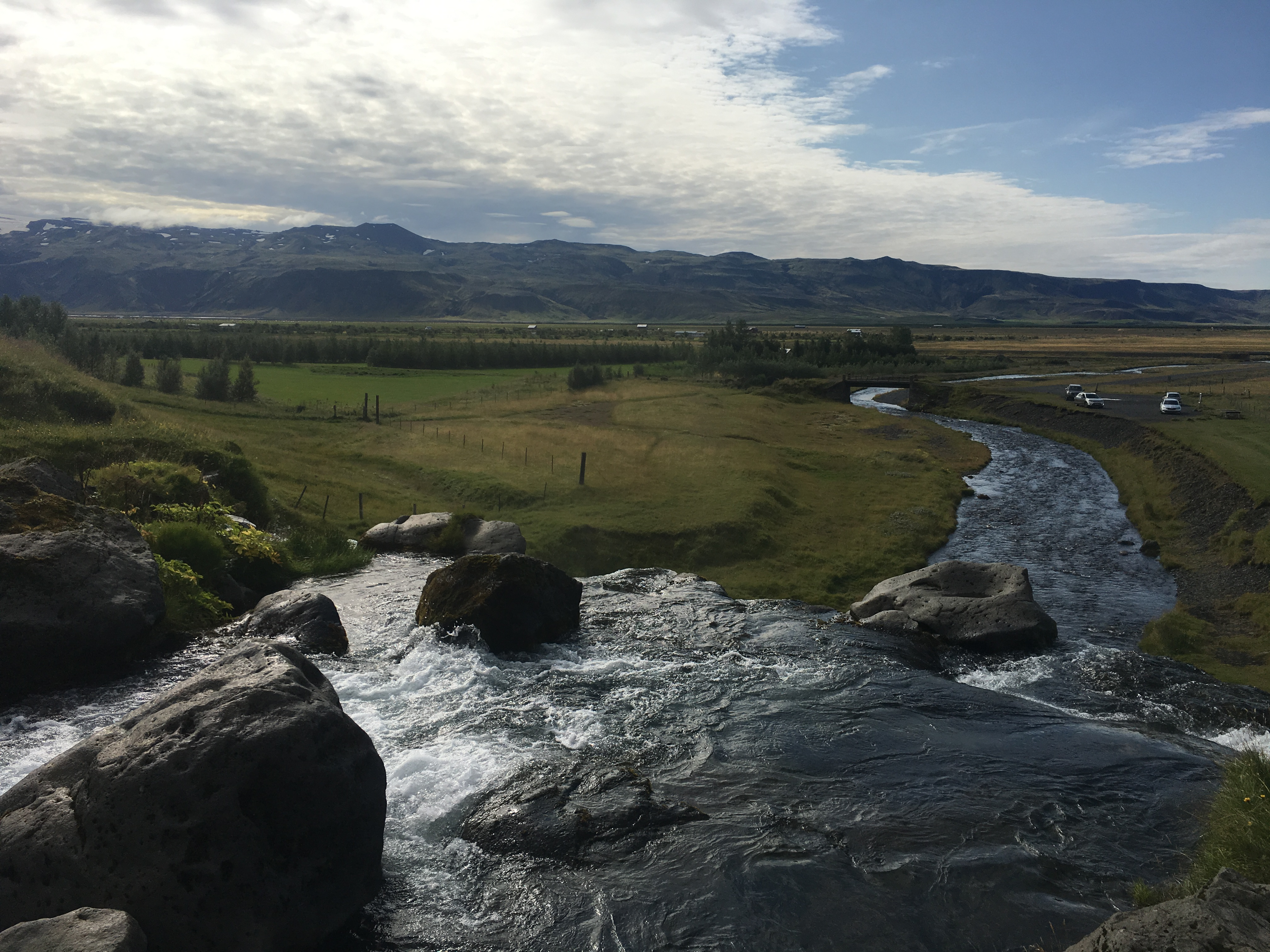
Il fiume Merkjá visto dal secondo salto